# Șerbănești (Lăpușata), Vâlcea
Șerbănești este un sat în comuna Lăpușata din județul Vâlcea, Oltenia, România. Este un sat din zona de deal a Vâlcii străbătut de râul Cerna.
 Acest articol despre o localitate din județul Vâlcea este deocamdată un ciot. Puteți ajuta Wikipedia prin completarea lui.